# Apertura Konstantinopolsky
|       |       |       |       |       |       |       |       |       |  |
|       | a8 rd | b8 __ | c8 bd | d8 qd | e8 kd | f8 bd | g8 nd | h8 rd |  |
| a7 pd | b7 pd | c7 pd | d7 pd | e7 __ | f7 pd | g7 pd | h7 pd |       |  |
| a6 __ | b6 __ | c6 nd | d6 __ | e6 __ | f6 __ | g6 __ | h6 __ |       |  |
| a5 __ | b5 __ | c5 __ | d5 __ | e5 pd | f5 __ | g5 __ | h5 __ |       |  |
| a4 __ | b4 __ | c4 __ | d4 __ | e4 pl | f4 __ | g4 __ | h4 __ |       |  |
| a3 __ | b3 __ | c3 __ | d3 __ | e3 __ | f3 nl | g3 pl | h3 __ |       |  |
| a2 pl | b2 pl | c2 pl | d2 pl | e2 __ | f2 pl | g2 __ | h2 pl |       |  |
| a1 rl | b1 nl | c1 bl | d1 ql | e1 kl | f1 bl | g1 __ | h1 rl |       |  |
|       |       |       |       |       |       |       |       |       |  |

La apertura Konstantinopolsky es una apertura de ajedrez que se juega en raras ocasiones, y que comienza por los movimientos:
1. e4 e5
2. cf3 Cc6
3. g3

## Descripción
La apertura se introdujo por primera vez en el ajedrez en la partida de Alexander Konstantinopolsky contra Viacheslav Ragozin, Moscú, 1956.
La Apertura Konstantinopolsky rara vez se ve en los niveles más altos de ajedrez, aunque algunos grandes maestros como Savielly Tartakower, han experimentado con ella. Se considera que el negro es un juego fácil con el natural y fuerte 3 ... Cf6 4.d3 d5.

## Análisis
El Blanco tiene por objetivo claramente el desarrollo  en el flanco de rey a pesar de la obstrucción de la diagonal por parte de su peón de e4. Entonces, esto será algo ineficaz y el alfil será para uso puramente defensivo, entonces el Negro acelerará el desarrollo de sus piezas , gracias a la jugada blanca.
Por estas razones, esta apertura no se juega actualmente en gran medida, sin embargo, que despertó el interés en el gran Tartakower, conocido "investigador" de aperturas extravagantes, y en ocasiones se adoptó por Vasily Smyslov.